# Sukjong (Goryeo)
Sukjong, né le 2 septembre 1054 et mort le 10 novembre 1105, est le quinzième roi de la Corée de la dynastie Goryeo. Il a régné de 1095 à sa mort.